# 流星ロケット
「流星ロケット」（りゅうせいロケット）は、2007年11月にリリースされたアンティック-珈琲店-の通算13枚目のシングルである。発売元はRed cafe。

## 解説
- TVドラマ「風魔の小次郎」オープニングテーマ。

## 収録曲
1. 流星ロケット　(4分35秒)
  - 作詞:みく／作曲:輝喜
2. 恋のディペンデンス　(4分5秒)
  - 作詞:みく／作曲:カノン
3. 流星ロケット(Instrumental)　(4分35秒)
4. 恋のディペンデンス(Instrumental)　(4分4秒)